# Guy of Warwick
Guy of Warwick (altfranzösisch Gui de Warewic) ist zugleich der Name eines Ritterromans und der seines Titelhelden.

## Werkgeschichte und Inhalt
Der Roman, dessen früheste Fassung als altfranzösischer Versroman aus der ersten Hälfte des 13. Jahrhunderts stammt, wurde vermutlich für eine Familie der normannischen Oberschicht in England geschrieben, um deren Herkunft zu glorifizieren. Er beschreibt die Abenteuer des jungen Gwido, der sich in die Tochter (Phaelice) seines Herrn (Lord Roband) verliebt. Es gelingt ihm, die Ritterschaft zu erringen (indem er eine riesige, gefährliche Kuh tötet) und weiter allerhand Abenteuer zu bestehen.
Er kämpft dabei mit Löwen, mit Drachen, mit dem dänischen Riesen Colbrand und unternimmt mit Tirius kurz nach seiner Hochzeit eine Reise ins Heilige Land, wo er gegen Sarazenen und Türken kämpft. Nachdem Tirius dem König in Dacien beigestanden hatte und er dafür hochgeehrt worden war, wurde er Opfer einer Intrige. Gwido besiegte im Kampf den Verleumder des Tirius. Nachdem dessen Ehre durch Gwido wiederhergestellt war, kehrte Gwido nach England zurück, und nach vielen Wirren starb der zum Einsiedler Bekehrte schließlich in den Armen seiner Phaelice.

## Überlieferungsgeschichte
Die Geschichte war und ist seit ihrer Überlieferung in mittelenglischen Versfassungen Anfang des 14. Jahrhunderts ein in England immer noch bekannter und beliebter Sagenstoff.
In deutschsprachigen Prosatexten wird die auch in den Gesta Romanorum enthaltene Erzählung unter dem Titel Gydo und Thyrus oder Gwido und Tirius (= Guido und Tyrius) belegbar seit 1342 schriftlich überliefert.

## Werkausgaben und Übersetzungen
- Julius Zupitza (Hrsg.): The romance of Guy of Warwick. The second or 15th-century version. Edited from the paper ms. Ff. 2. 38. in the University Library. Cambridge 1844–1895 (Digitalisat)
- Die Sage vom edlen Ritter Guido. Aus: Gesta Romanorum oder Die Taten der Römer, dem ältesten Märchen- und Sagenbuch des christlichen Mittelalters, II, 172. Kap. (Digitalisat).

## Weblink
- Unmutility: The Young Troubadour. Guy of Warwick.